# Gaîté (metropolitana di Parigi)
Gaîté è una stazione della linea 13 della metropolitana di Parigi.

## La stazione
La stazione è stata inaugurata nel 1937.
Il nome è mutuato dalla rue de la Gaîté che era una strada sterrata nel 1730. Il toponimo proviene dal fatto che vi si erano concentrati ristoranti e teatri facendo così di questa strada il centro della vita mondana del tempo.

## Accessi
- rue Vercingétorix - Hop. Léopold Bellan: 82, avenue du Maine
- Centre Commercial - rue du Cdt R. Mouchotte: interno del «Centre commercial Gaîté »
- avenue du Maine: 78, avenue du Maine
- rue Vandamme: 73, avenue du Maine
- rue de la Gaîté Les Théâtres: 77, avenue du Maine

## Interconnessioni
- Bus RATP - 28, 58, 88
- Bus notturno - N63